# Górale Orawscy
Górale Orawscy, Orawianie (słow. Oravskí Gorali, gór. Ôrawcy) – góralska grupa etnograficzna zamieszkująca Górną Orawę, region znajdujący się częściowo w Polsce, częściowo na Słowacji. Posługują się gwarą orawską. Mimo polskiego pochodzenia, ze względu na uwarunkowania historyczne, prawie wszyscy Górale Orawscy ze Słowacji oraz mała część z Polski mają słowacką świadomość narodową. 
Strój górali orawskich na Słowacji był podobny do ubioru górali w Polsce, ale różnił się szczegółami. Jedną z części stroju ludowego noszonego przez dziewczęta i kobiety są charakterystyczne kamizelki, które nazywają się lajbliky lub brusliaky. Zakrywają górną część ciała, lecz nie mają rękawów. We wsiach Dolnej Orawy na kamizelkę zakładano dużą chustę (šáfolka lub kosička)